# Frênes
Frênes település Franciaországban, Orne megyében. Lakosainak száma 821 fő (2018. január 1.). Frênes Montsecret és Landisacq községekkel határos.

## Népesség
A település népességének változása:
| Lakosok száma | 850  | 826  | 821  |
|               | 2015 | 2017 | 2018 |